# Tina Live in Europe
Ne pas confondre avec Tina Live, album live de Tina Turner sorti en 2009.
Albums de Tina Turner
Break Every Rule
(1986) Foreign Affair
(1989)
Singles
1. Nutbush City Limits
Sortie : 16 mars 1988
2. Addicted to Love
Sortie : 1988
3. Tonight
Sortie : 1988
4. A Change Is Gonna Come
Sortie : 1988
5. 634-5789
Sortie : 1988

Tina live in Europe est le premier album live de Tina Turner, paru en août 1988 sur le label Capitol Records.

## Historique
L'album est réalisé à partir de concerts données par Tina Turner entre 1985 et 1987 : Break Every Rule World Tour, Private Dancer Tour et Tina Turner: Break Every Rule, un concert spécial enregistré  en 1986 au Camden Palace à Londres par HBO.
Le double album atteint la 8e place du UK Albums Chart. En 1989, l'album remporte le Grammy de la meilleure chanteuse rock.
Le double CD comprend quatre chansons bonus ne figurant pas sur l'album vinyle original.

## Singles
Cinq singles ont été tirés de l'album Tina live in Europe : Nutbush City Limits ; Addicted to Love, une reprise d'un titre de Robert Palmer ; Tonight en duo avec David Bowie ; A Change Is Gonna Come et 634-5789, tous deux avec Robert Cray.
Celui ayant eu le plus de succès est incontestablement Addicted to Love qui est devenu depuis un incontournable du répertoire live de Turner et a ensuite été inclus dans l'édition européenne de sa compilation Simply the Best parue en 1991.

## Liste des titres
| 1.  | What You Get Is What You See      | Terry Britten, Graham Lyle                   | 5:34 |
| 2.  | Break Every Rule                  | Rupert Hine, Jeannette Obstoj (en)           | 4:28 |
| 3.  | I Can't Stand the Rain            | Ann Peebles, Don Bryant (en), Bernard Miller | 3:25 |
| 4.  | Two People                        | Britten, Lyle                                | 4:26 |
| 5.  | Girls (CD bonus)                  | David Bowie, Erdal Kizilcay                  | 4:54 |
| 6.  | Typical Male                      | Britten, Lyle                                | 3:59 |
| 7.  | Back Where You Started (CD bonus) | Bryan Adams, Jim Vallance                    | 4:21 |
| 8.  | Better Be Good to Me              | Holly Knight, Nicky Chinn, Mike Chapman      | 6:29 |
| 9.  | Addicted to Love                  | Robert Palmer                                | 5:22 |
| 10. | Private Dancer                    | Mark Knopfler                                | 5:37 |
| 11. | We Don't Need Another Hero        | Britten, Lyle                                | 4:56 |
| 12. | What's Love Got to Do with It     | Britten, Lyle                                | 5:28 |
| 13. | Let's Stay Together               | Willie Mitchell, Al Green, Al Jackson, Jr.   | 4:40 |
| 14. | Show Some Respect                 | Britten, Sue Shifrin                         | 3:05 |

| 1.  | Land of a Thousand Dances            | Chris Kenner (en)             | 3:06 |
| 2.  | In the Midnight Hour                 | Wilson Pickett, Steve Cropper | 3:32 |
| 3.  | 634-5789 (avec Robert Cray)          | Eddie Floyd, Cropper          | 3:05 |
| 4.  | A Change Is Gonna Come               | Sam Cooke                     | 6:44 |
| 5.  | River Deep, Mountain High (CD bonus) | Ike and Tina Turner           | 4:11 |
| 6.  | Tearing Us Apart (avec Eric Clapton) | Clapton, Greg Phillinganes    | 4:41 |
| 7.  | Proud Mary                           | John Fogerty                  | 4:47 |
| 8.  | Help!                                | John Lennon, Paul McCartney   | 5:03 |
| 9.  | Tonight (avec David Bowie)           | Bowie, Iggy Pop               | 4:15 |
| 10. | Let's Dance (avec David Bowie)       | Bowie                         | 3:27 |
| 11. | Overnight Sensation (CD bonus)       | Knopfler                      | 3:54 |
| 12. | It's Only Love (avec Bryan Adams)    | Adams, Vallance               | 4:15 |
| 13. | Nutbush City Limits                  | Tina Turner                   | 3:43 |
| 14. | Paradise Is Here                     | Paul Brady                    | 5:41 |

## Musiciens
- Tina Turner : chant

| The Tina Turner Band : - Jamie Ralston : guitare, chant - Laurie Wisefield : guitare - Bob Feit : basse, chant - Jack Bruno : percussions - Stevie Scales : percussions - John Miles : claviers, chant - Ollie Marland : claviers, chant - Deric Dyer : saxophone, claviers | Musiciens additionnels : - Jamie West-Oram : guitare, chœurs - Don Snow : claviers, chant - Tim Cappello : claviers, saxophone - Alan Clark : claviers - Kenny Moore : claviers - Gary Barnacle : saxophone |

## Ventes
L'album a été écoulé à 6 millions d'exemplaires dans le monde.